# Георгиадис, Иоаннис
Иоа́ннис Георгиа́дис (греч. Ιωάννης Γεωργιάδης; 29 марта 1876, Триполи — 14 марта 1960) — греческий фехтовальщик, чемпион летних Олимпийских игр 1896.
Георгиадис участвовал в поединках на сабле. Он не проиграл ни одного поединка, выиграв у всех своих соперников — австрийца Адольфа Шмаля, греков Телемахоса Каракалоса и Георгиуса Ятридиса, и датчанина Хольгера Нильсена. Он пропустил 6 уколов.
Через 10 лет, Георгиадис участвовал на неофициальных летних Олимпийских играх 1906 в Афинах. Он участвовал в соревнованиях по сабле и шпаге. В сабле он занял первое место в личном соревновании и второе в командном. В шпаге, и в личном и командном зачётах, он занял четвёртые места.
Также Георгиадис принял участие в летних Олимпийских играх 1924. Выступая в индивидуальном и командном турнирах на сабле, он останавливался на первых раундах.